# 神野由佳

神野 由佳（かみの ゆか、1980年12月8日 - ）は、日本のショートトラックスピードスケート選手。大阪府東大阪市出身。

## 経歴・人物
- 高井田東小学校→大谷中学校・高等学校→立命館大学文学部心理学専攻卒。
- 中学、高校時代は陸上部に所属する。
- 綜合警備保障スケート部所属。
- 2008年3月24日、『体力、気力の限界を悟った』として現役引退を表明。今後は『学校教員を目指したい』と語った。[1]
- 引退後はカナダに渡り、2年間クラブの練習をした。2010年から日本オリンピック委員会の専任コーチングディレクターを経て[2]、2014年から日本代表のコーチとして担当[3]。

## 成績
- ソルトレークシティオリンピック：3000mリレー・4位（2002年）
- 全日本選抜大会：総合優勝（2005年）、準優勝（2002年、2003年）
- 世界選手権（スウェーデン）：総合6位、1500m・5位、3000m・4位（2004年）
- ワールドカップ北米大会：1500m・3位、3000m・5位、3000mリレー・3位（2004年）
- 全日本距離別選手権大会：全種目（500m、1000m、1500m）優勝（2003年、2004年、2005年）
- 世界選手権（北京）：1500m・5位（2005年）
- 全日本選手権：全4種目優勝（2003年、2004年、2005年）
- トリノオリンピック：500m・準々決勝敗退、1000m・予選敗退、1500m・7位